# Лебедин
Лебедин (на украински: Лебедин) е град в Украйна. Намира се в Сумската област. До 2020 година е бил част от Лебединския район. Населението на града е около 24 600 души. Основан е през 1654 година, а статут на град получава през 1797 година. Надморската височина е около 130 метра. В периода февруари 1932 – 10 януари 1939 г. градът е бил част от Харковската област. През 1941 година е бил окупиран от немски войски, а на 19 август 1943 година е освободен от съветските войски.